# Herminia innocens
Herminia innocens är en fjärilsart som beskrevs av Butler 1879. Herminia innocens ingår i släktet Herminia och familjen nattflyn. Inga underarter finns listade i Catalogue of Life.